# Скіфська війна III століття
Скіфська війна III століття (відома також як Готська війна) — низка військових конфліктів Римської імперії з варварськими племенами, які здійснювали набіги на Малу Азію, Грецію, Фракію, Мезію з Прикарпаття та Північного Причорномор'я. Тривала у 238—271 роках.
Назва війни виникла через греків, які називали скіфами всі варварські племена, що населяли Північне Причорномор'я. Проте, римські історики використовували назву Готська війна, адже готи були найсильнішим племенем у варварській коаліції. Під назвою «скіфи» або «готи» згадуються тринадцять східногерманських етнонімів: готи, борани, гревтунги, остроготи, тервінги, вези, гепіди, герули, вандали, тайфали, асдинги, бастарни та певкіни, іноді також ургунди (проте, етнічна приналежність ургундів не визначена). Племена, які воювали з Римом, здійснювали вторгнення як разом, об'єднавшись в коаліцію, так і окремо.
Війна завершилася перемогою Римської імперії та розгромом готів у 271 році.

## Передумови та початок Скіфської війни
У ІІІ ст. н. е. Рим занурився у гостру політичну кризу (аж до 284 року, поки до влади не прийде Діоклетіан): імператори змінювались дуже часто, відбувались повстання та громадянські війни, війни з персами, владу узурповували полководці, які навіть проголошували власні держави. Загалом, система управління імперією прийшла в занепад.
Готи переселились на територію Правобережної України ще в кінці ІІ століття. Римлянам так і не вдалось досягнути «водного рубежу» — Пруту. Більша частина Мунтенії та Молдавії знаходилась поза кордоном імперії. Тут Рим постійно мав конфлікти з різними племенами. Насамперед з певкінами, які також входили в коаліцію варварських племен, з якими воювали римляни. Перші зіткнення готів з римлянами описує готський історик Йордан. В 210-ті роки на Нижньому Дунаї при імператорі Каракаллі сталася сутичка між римлянами та варварськими племенами.
В 230-му році готи отримували данину від римлян, що спонукало сусідні племена карпів просити Мезію про те ж. Таким чином, карпи в 238 році розпочали війну, напавши на римську провінцію Мезію. Внаслідок перших битв Ольвія (грецька колонія) була розгромлена готами, а Тіра, навпаки, почала стрімко розвиватись, оскільки Рим зробив її своєю опорною точкою, проте в 2-й половині III століття також занепала через те, що її знищили племена готів.

## Бойові дії в 238-251 роках
До 248 року активні військові дії проти римлян вели племена карпів. Проте, вже в 248 році імператор Філіпп Араб (244-248) святкував перемогу над карпами. Його успіх спричинив перегляд політики Риму щодо готів, тому він відмінив щорічну данину варварським племенам. Імператор знав, що таке рішення не сподобається готам, тому готував військо до нового нападу. Проте, воєначальник Децій, який повинен був готувати армію до нової сутички, схилив армію на свій бік і почав захоплювати владу в Мезії. В цей час готи, на чолі з Остроготом здійснили вдалі набіги на провінції Фракію та Мезію. 

### Захоплення Марцианополя
Після перемоги був організований ще один похід на чолі з Аргаїтом та Гунтерихом, внаслідок якого вдалось захопити Марцианопіль. Римлянам довелося платити викуп.  Після облоги Марцианополя готський союз очолив новий вождь Кніва. Завдяки дослідженням нових фрагментів "Скіфської війни" Дексиппа, встановлено, що Кніва - син Острогота.  Готи напали на землі Риму з територій Молдавії та Валахії, з метою захопити провінції Дакію, Мезію та Фракію. Кніва очолив напад, до якого приєдналось ще більше племен, ніж раніше. Перебіг та результат походу показав силу та вплив готських племен. Кніва проявив себе як вмілий полководець з глибокими знаннями в тактиці та стратегії. Після цього походу його королівська влада ще більш зміцніла, він міг не боятися, що новоприєднані племена після поразки відкріпляться.

### Облога Філіппополя
251 року Кніва залишив частину армії в Дакії, а сам об 'єднався з іншою частиною армії під Філіппополем. Децій звільнив Дакію від готських військ й був готовий звільнити Філіппополь. Тоді Кніва повернув свої війська до перевалу Шипка, де перебував Децій, який змушений був тепер відступити, втративши Філіпполь. Фракійці, які перебували в місті, обрали імператором Пріска, щоб він заключив з готами мир. Проте, готи не погодились на перемир'я, натомість знищили місто та його жителів, якщо хтось виживав, то потрапляв у полон. Амміан Марцелін писав про це так: 
«зруйнований був Філіпполь, при чому — якщо твердження істориків правильне вбито було в стінах міста сто тисяч людей»

### Битва при Арбітті та смерть Деція
В середині червня 251 року римляни розбили базовий табів за 15 км від Арбітуса (суч. Разград). Це була дуже вигідна стратегічно позиція, тому Кніва не наважувався здіснити напад на римлян, сподіваючись дочекатись військ Острогота. Нарешті, 50-тисячне військо Острогота приєдналося до Кніва. Проте, Кніва боявся сутички з римським військом, бо Децій захопив територію, яка була важлива для готів, тільки там готський вождь міг в безпеці розмістити воїнів, полонених та здобич. Тому германський вождь вступив у переговори з Децієм: він пропонував віддати йому всіх полонених та все награбоване добро, аби імператор дозволив перейти його армії за Дунай. Проте, Децій Траян не погодився. Після декількох перемог римляни розпочали наступ на готів біля Арбітта (суч. Хісарлик). Кніва розділив своє військо і оточив сили імператора. Внаслідок цієї битви загинув Децій та його син. 
Требоніан Галл був обраний новим імператором (251-253)  Він був змушений платити щорічну данину германським племенам. Сили Римської імперії були дуже виснажені. Проте, сили переможця також були вичерпані, попри ту здобич, яку здобули готи. Спустошення римської землі дорого обійшлося варварам, до того ж тепер вони повинні годувати її. Головним стимулом для варварів була нова здобич.
Походи варварів на Рим ставали все довшими та дальшими, тому зростала вразливість готського війська, до того ж змінився правитель. Готів підтримували селяни, а також соціальні та релігійні меншини (наприклад, християни). Іноді готи змогли дістати перемогу лише через підтримку меншості. Проте, коли вони не отримували її, то несли важкі втрати. Готів частіше підтримували до того, як вони нападали, а не після. Адже, якщо готи перемагали, то вони сами ставали здобиччю.  

## Похід Еміліана
Намісник Нижньої Мезії Еміліан не виплатив готам всю суму одразу, внаслідок цього готи напали на Мезію та Фракію. Еміліан здійснив контрнаступ і переміг. Ця перемога зміцнила владу Еміліана і його було обрано імператором в 253 році. Новий правитель одразу вирушив до Італії й дунайська армія вирушила за ним. Він намагався узурпувати владу в Мезії, проте не зміг вибороти владу та через декілька місяців боротьби загинув. Йордан описує його спробу відняти Мезію так:
Тогда-то некий Эмилиан337 , из-за того что по причине небрежения императоров готы нередко разоряли Мизию, усмотрел, что возможно отнять ее без большого убытка для государства, а также сообразил, что тут-то и может случиться ему удача. Поэтому он захватил тираническую власть в Мезии и, перетянув к себе все военные отряды, начал разорять города и население. В течение немногих месяцев, пока вырастало нужное для борьбы с ним множество военного снаряжения, он причинил государству немалый вред. Однако, пустившись на это {106 } нечестивое дело, он в самом начале его и погиб, потеряв и жизнь, и власть, которой так домогался.

## Морські походи готів
В 255, 256, 257 готи здійснили перші напади з моря. Боспором в цей час заволоділи сарматсько-готські племена. Якщо раніше боспорський флот міг забезпечити Риму безпечне пересування Чорним морем, то тепер він був жертвою ворога. 
Перші морські напади здійснили племена боранів, проте вони не увінчались успіхом, бо борани наказували боспорцям просто висаджувати їх на берег і відсилали назад.

При другому морському поході 256 року було враховано минулу нищівну поразку. Учасники нападу хотіли ограбувати святилище в Фазисі. Проте, напад закінчився знову невдачею. Противники Риму двічі намагались здійснити напад на Пітінут (суч. Піцунда). Перша спроба була невдала, проте друга закінчилась перемогою готів. Після цього неочікувано був підкорений Трапезунт. Ці напади детально описує Зосима:
(Про перший напад) «Когда скифы стали опустошать всё, что было на пути, жители побережья Понта удалились вглубь страны и в лучшие укрепления, а варвары прежде всего напали на Питиунт, окруженный огромной стеной и имевший весьма удобную гавань. Когда Сукессиан, стоявший во главе местного гарнизона, выступил с бывшими там силами и прогнал варваров, то скифы, опасаясь, чтобы гарнизоны других укреплений, узнав об этом и соединившись с питиунтским отрядом, не уничтожили их окончательно, захватили какие могли суда и с величайшей опасностью удалились домой, потеряв под Питиунтом многих из своих.
(Про другий напад) «Взяв город таким способом, варвары овладели бесчисленным множеством сокровищ и пленных; ибо почти все окрестные жители собрались в этот город, как в безопасное убежище. Истребив храмы и жилища и вообще всё, что служило к украшению или увеличению города, а затем опустошив и всю его область, варвары возвратились на родину с огромным количеством кораблей.»
У 258 році варвари здійснили ще один морський похід. Результатат: готи знищили Халкедон, Нікомедію, Нікею. Імператор Валеріан не зміг дати відсіч ворожим племенам і поніс великі втрати. Проте, готи зупинились біля річки Риндак і повернулись додому.

## Готське вторгнення в Егеїду
Наступне значне зіткнення римлян та варварів сталось весною 268 року варвари здійснили ще один набіг, який був набагато більших масштабів, ніж усі попередні. Дакія могла витримати вторгнення готських племен, проте внутрішні римські території були захищені набагато слабше. Після невдачі на суші готи проходять Боспор, де потерпають поразку. Готи направляються до Гієрону, де тримають шлях на Кізік. Їм вдається прорватись через Дарданели в Егеїду. На шляху до Афону спустошили острів Лемнос. Після цього готське військо розділилось на три частини і діяло окремо один від одного. На шляху в Греції варвари знищили та пограбували острів Скірос, потерпіли від них також навіть Афіни, Коринф, Аргос, Спарта та Олімпія. В 269 році одна з трьох частин готської армії направилась в Іонію, проте не змогли нанести помітних втрат в Малій Азії.
Попри успіхи, варвари зазнали величезних втрат після першого вторгнення в Егеїду. Флот, який нараховував від 500 до 2000 човнів, був замалий, щоб повернути усіх воїнів додому разом з награбованим добром. До того ж морські сили не були сильними та витривалими: готи потерпали від втрат навіть не вступаючи у збройні сутички з римлянами. Проте, вони швидко вчились: під Філіпполем, Фессалонікою та Сидою готи використовували облогові механізми й саме ті хто не покинув кораблі зміг знову побачити рідні землі. 
Римська система оборони працювала відмінно. До того ж римляни пам'ятали настанову Деція: оберігати Дунай. Римській армії простіше було  відбити великі напади, ніж напади маленьких груп. Імператор Галлієн мав дуже сильну кінноту, за допомогою якої розбив головні сили готів. Проте, імператор не зміг використати цю перемогу, бо командуючий мобільними легіонами склав змови проти Галлієна. І командуючий, й імператор загинули біля Епіру. Імператором став Клавдій II, який переміг варварські племена біля Наїссу (суч. Ніш). Результат: розбито одну з трьох частин ворожої армії. Ерули понесли дуже багато втрат (вони були основним плем'ям цієї групи). Цією перемогою імператор почав очищення Балканського півострова від варварської армії. 
Залишки готів направились до Македонії, сподіваючись там пережити зиму. Готи були виснажені: голод, холод, епідемії, постійна загроза від римської кінноти. Нарешті, варвари більше не могли відбиватись від римської кінноти й капітулювали. Більшість готських воїнів перейшла в римську армію і лише деякі змогли повернутись на свої землі. 
Клавдій навіть отримав титул Готський. Авреліан, Тацит та Проб були наступними кого величали як переможців над готами.

## Перемога над готами імператора Авреліана
У 270 році, після смерті Клавдія, коли імператором став Авреліан, відбувся ще один наступ варварів на Мезію, попри те, що їхні сили були виснажені. Проте, він не був успішний для варварів.

Весною 271 року імператор вирушив на схід, щоб завоювати Пальміру. На своєму шляху до Пальміри Авреліан очистив іллірійсько-фракійські території від варварських племен. Це була перемога римлян на ворожій території, на іншому березі Дунаю. Загинуло 5 тис. готських воїнів та їхній король Каннаба-Каннабавд.  Авреліан був нагороджений титулом  Gothicus Maximus. Після цієї перемоги римляни заключили мир з готами:
«Розбиті Авреліаном, хоробрим мужем, суворим месником за їхні злодіяння, вони (готи) століття зберігали спокій. »